# Vedkryptolav
Vedkryptolav (Absconditella lignicola) är en lavart som beskrevs av Vezda & Pišút. Vedkryptolav ingår i släktet Absconditella och familjen Stictidaceae.  Arten är reproducerande i Sverige. Inga underarter finns listade i Catalogue of Life.